# Zdrapy (Kraśnik)
Pour les articles homonymes, voir Zdrapy.
Zdrapy (prononciation : [ˈzdrapɨ]) est un village polonais de la gmina de Wilkołaz dans le powiat de Kraśnik de la voïvodie de Lublin dans l'est de la Pologne.
Il se situe à environ 3 kilomètres au sud de Wilkołaz (siège de la gmina), 12 kilomètres au nord-est de Kraśnik (siège du powiat) et 34 kilomètres au sud-ouest de Lublin (capitale de la voïvodie).

## Histoire
De 1975 à 1998, le village est attaché administrativement à l'ancienne Voïvodie de Lublin.

Depuis 1999, il fait partie de la nouvelle voïvodie de Lublin.